# El aeropitufo
El aeropitufo (en el francés original L'Aéroschtroumpf) es la trigésima historieta de Los Pitufos escrita y dibujada por Peyo en 1989. 

## Trayectoria editorial
Apareció por primera vez en el número 2 de la revista Schtroumpf !, de diciembre de 1989.
En 1990 se recogió en el álbum homónimo junto a La glotonería de los pitufos, El Pitufador Enmascarado, Puppy y los pitufos y Las bromas del Pitufo Bromista.

## Argumento
El Pitufo Volador aún no ha renunciado a su sueño de volar (como se vio en la historieta homónima), así que le pide al Pitufo Manitas que le haga una máquina voladora.
A la mañana siguiente, el Pitufo Volador le muestra a los otros pitufos su nuevo aeroplano, el Aeropitufo. Cuando maneja el Aeropitufo, el Pitufo Volador destruye las flores de la Pitufina y su ropa recién lavada. La Pitufita se enfada y va al bosque a calmarse.
El brujo Gargamel captura a la Pitufina y envía un cuervo con una nota para los pitufos, que dice que la liberará a cambio de su peso en oro, pero los pitufos no tienen oro. El Pitufo Volador usa su Aeropitufo para liberar a la Pitufina de la red de Gargamel y como éste no puede alcanzar el Aeropitufo, decide hacer su propia máquina voladora, hecha de pedales conectados a alas como de murciélago. Gargamel le dispara flechas al Aeropitufo, pero el Pitufo Volador hace una pirueta y lanza regalos explosivos que destruyen la máquina voladora de Gargamel. Tras aterrizar, la Pitufina promete darle algo al Pitufo Volador... el trabajo de restaurar todo lo que destruyó en su primer vuelo.